# D Cide Traumerei
D_Cide Traumerei (a veces estilizado como D_CIDE TRAUMEREI) es un proyecto japonés de medios mixtos producido por Bushiroad, Sumzap y Drecom. Es un juego para dispositivos móviles que se lanzó el 30 de septiembre de 2021 y finalizó el 28 de octubre de 2022, y una serie de televisión de anime de Sanzigen que se emitió de julio a octubre de 2021.

## Sinopsis
D_Cide Traumerei tiene lugar en un mundo poblado por antiguas entidades de estilo sobrenatural. Las entidades pueden "sangrarse" en la realidad, alterándola y otorgando poder a las personas que buscan un pacto con ellas. Los Slayers conocidos como "Knocker Ups" tienen la tarea de derrotar a estas criaturas.

### Anime
Ryuuhei Oda y Rena Mouri entran accidentalmente al otro lado de la realidad y se encuentran con una criatura grotesca. Son rescatados por Trish, una criatura con conocimiento del otro lado de la realidad. Trish otorga poder a Ryuuhei y Rena y son elegidos como Knocker Ups para combatir a las criaturas. Ryuuhei y Rena se unen a los cazadores más experimentados, Aruto Fushibe y Jessica Clayborn, mientras luchan contra las criaturas y aprenden más sobre el otro lado.

### Videojuego
El adolescente Rando Furukata se ve arrastrado a otro lado de la realidad y se ve envuelto en un asesinato horrible y antinatural. Él y sus amigos son elegidos para ser "Knocker Up" después de encontrarse con un monstruo. Rando y sus amigos deben investigar el extraño incidente con su maestro y defender la isla del monstruo en un mundo de ensueño.

## Personajes
Ryuuhei Oda (織田龍平 Oda Ryūhei?)
 Seiyū: Yōhei Azakami
Rena Mouri (毛利玲菜 Mōri Reina?)
 Seiyū: Ayasa Itō
Eri Ibusaki (伊吹咲愛莉 Ibusaki Eri?)
 Seiyū: Marika Kouno
Aruto Fushibe (伏辺或斗 Fushibe Aruto?)
 Seiyū: Shun Horie
Jessica Cleiborn (ジェシカ・クレイボーン Jeshika Kureibōn?)
 Seiyū: Aoi Yūki
Rando Furukata (古堅蘭堂 Furukata Randō?)
 Seiyū: Hisayoshi Suganuma
Eru Amami (天海える Amami Eru?)
 Seiyū: Kaoru Sakura
Tris (トリス Torisu?)
 Seiyū: Haruna Momono
Yoshichika Murase (村瀬良判 Murase Yoshichika?)
 Seiyū: Yoshitsugu Matsuoka
Junhei Oda (織田純平 Oda Junhei?)
 Seiyū: Akio Suyama

## Producción y lanzamiento
El proyecto se anunció el 16 de marzo de 2021, con un juego móvil lanzado el 30 de septiembre de 2021, así como una serie de televisión de anime, que se emitió del 10 de julio al 2 de octubre de 2021 en Tokyo MX y otros canales. Yoshikazu Kon dirige la serie en Sanzigen, con Hiroshi Ōnogi escribiendo el guion, BlasTrain diseñando los personajes y Kōhei Tanaka componiendo la música. La canción de apertura, "The Reasoning of Beasts", es interpretada por Tokyo Jihen, mientras que el tema de cierre es "Black Lotus" es interpretado por Rondo de D4DJ. Plus Media Networks Asia obtuvo la licencia de la serie en el sudeste asiático y la lanzó en Aniplus Asia. Crunchyroll obtuvo la licencia de la serie fuera de Asia.